# Oshima ko-jima
Ne doit pas être confondu avec Kō-jima.
L'île Ko (小島, Ko-jima), ou plus précisément Oshima ko-jima (渡島小島, Oshima-kojima) est une île du Japon en mer du Japon.

## Géographie
Elle se situe à 23 km au sud-ouest de la côte de Matsumae, ville à laquelle elle appartient administrativement, dans le district de Matsumae, sous-préfecture d'Oshima. Elle est entourée de plusieurs petits îlots comme Daihiyaku-shima, Shohiyaku-shima, Tenjin-shima et Sazae-shima. Elle est proche d'Oshima Ō-shima.
Pour fournir un refuge pour les navires de pêche, un petit port y a été établi. 